# Kamil Dżafari
Kamil Dżafari Tabrizi (pers. کمیل جعفری تبریزی; ur. 24 stycznia 1946) – irański strzelec, olimpijczyk. 
Brał udział w letnich igrzyskach olimpijskich 1976 (Montreal). Startował tylko w skeecie, w którym uplasował się na 62. miejscu (ex aequo z nim klasyfikowany był Li Un-hwa – reprezentant Korei Północnej) .

## Wyniki olimpijskie
| Igrzyska | Konkurencja | Wynik       | Miejsce | Źródło |
| -------- | ----------- | ----------- | ------- | ------ |
| IO 1976  | Skeet       | 170 punktów | 62T     | [ 1 ]  |